# Obada Al-Kasbeh
Obada Al-Kasbeh est un boxeur jordanien né le 30 juillet 1994.

## Carrière
Sa carrière amateur est principalement marquée par deux médailles d'argent aux championnats d'Asie en 2013 dans la catégorie des poids coqs et en 2019 dans la catégorie des poids super-légers.

## Palmarès

### Championnats d'Asie
- Médaille d'argent en -64 kg en 2019 à Bangkok, Thaïlande
- Médaille d'argent en -56 kg en 2013 à Amman, Jordanie

### Jeux asiatiques
- Médaille de bronze en -60 kg en 2014 à Incheon, Corée du Sud